# Hạnh lý
Hạnh lý (danh pháp khoa học: Prunus simonii) là một loài cây ăn quả thuộc nhánh (đoạn) Prunus, phân chi Mận mơ, chi Prunus. Loài này được Carrière mô tả khoa học đầu tiên năm 1872. Hạnh lý là cây ăn trái được trồng rộng rãi ở miền Bắc Trung Quốc.